# Cuerpo de Marines de Ucrania
El Cuerpo de Marines de Ucrania (ucraniano: Морська піхота України romanizado: Morsʹka pikhota Ukrayiny) es un tipo de tropas navales de las Fuerzas Armadas de Ucrania consistente en una unidad avanzada de fuerzas de desembarco destinada a acciones como participar de desembarcos tácticos y operacionales, así como a la defensa de bases navales, islas, áreas costeras, puertos, aeródromos y otros objetos importantes.
Subordinado organizativamente al comando del Cuerpo de Infantes de Marina de las Fuerzas Armadas de Ucrania, forma parte de las fuerzas conjuntas de respuesta rápida.

## Misión
Las misiones de la Infantería de Marina de Ucrania son:
- Actuar de forma independiente durante los ataques a las instalaciones navales, puertos, islas y zonas costeras del enemigo.
- Despejar las áreas costeras del enemigo y brindar seguridad durante el desembarco de las fuerzas principales.[2]

Su lema es Вірний завжди! ("¡Siempre fiel!").

## Historia
El Cuerpo de Infantes de Marina de Ucrania desciende de las formaciones de la Infantería Naval de la Flota del Mar Negro de la antigua Armada Imperial Rusa.

### Hetmanato
El nacimiento del Cuerpo de infantes de marina ucranianos regulares en el sentido moderno se remonta a 1918 o, más precisamente, a la época de la existencia del Estado ucraniano en la forma del Hetmanato de Pavló Skoropadski (29 de abril-14 de diciembre de 1918). Skoropadski entendió la importancia de la infantería naval para brindar seguridad al país. Siendo el comandante en jefe de las fuerzas terrestres y navales, Skoropadskyi llamó la atención sobre la creación de la infantería naval durante su primer mes en el poder. El 23 de mayo de 1918 ordenó al Departamento de Marina que comenzara a formar una Brigada de infantería naval compuesta por tres regimientos.
La tarea de la Infantería de Marina era servir en la costa del estado y las fortalezas navales, así como realizar operaciones anfibias. De acuerdo con el decreto antes mencionado, la brigada de infantería de marina se dividió en tres partes. Se suponía que uno de ellos desempeñaría sus funciones en el territorio desde la frontera occidental del Estado ucraniano hasta Sychavka, el segundo, desde Sychavka hasta Stanislav, y el tercero, desde Stanislav hasta Perekop .. Además de las tareas principales, los deberes de los regimientos de infantería de marina incluían la protección de la propiedad del Departamento Marítimo. Los comandantes de regimiento y los jefes de departamento fueron designados por el mismo decreto. En la primera etapa del despliegue de la brigada, se inició la formación de tres batallones de infantería de marina en cada uno de los regimientos.
Cada uno de los tres regimientos constaba de tres kurins. Cada kurin constaba de tres Sotnia y una unidad de ametralladoras. El comandante del primer regimiento fue Ilarion Isaievych.
El 31 de agosto de 1918, a cada unidad se le otorgó la sede permanente. El cuartel general del primer regimiento estaba ubicado en Odesa, el cuartel general del segundo en Mykolaiv y el cuartel general del tercero en Jersón. También en este momento se formaron 3 escuadrones de caballería. El primero estuvo destinado en Odesa, el segundo en Ochakiv y el tercero en Perekop .
En octubre de 1918 los nuevos reclutas nacidos en 1899, se habrían incorporado a las filas de la infantería de marina, sin embargo debido a la situación política de ese otoño los reclutas tuvieron que esperar hasta mejor momento.
No mucho después, Pavlo Skoropadskyi fue destituido del poder en un levantamiento encabezado por Symon Petliura. La Infantería Naval continuó sirviendo fielmente a su nación bajo la bandera de la República Popular de Ucrania. Muchos de ellos han muerto por la libertad y la independencia de Ucrania.

### Historia Actual
El 22 de febrero de 1993, el 880.º Batallón de Infantería Naval Independiente de la Flota del Mar Negro comandado por el mayor Vitaliy Rozhmanov juró lealtad a Ucrania.
Después de que se creara la Armada el 1 de julio de 1993, como una rama de las Fuerzas Armadas de Ucrania, se formó el primer batallón de Infantería Naval en la ciudad de Sebastopol . Los primeros soldados de infantería naval fueron transferidos de las unidades aeromóviles. El 1 de septiembre de 1993 se formó el 41.er Batallón Independiente de Infantería de Marina. El 20 de septiembre de 1994, la 4.ª Brigada de Infantería Naval estaba estacionada en la aldea de Tylove en Crimea.
Desde mayo de 1996 hasta 1998, la Brigada formó parte de la Guardia Nacional de Ucrania. En 1998, fue transferido a la Armada y redesignado como la 1.ª Brigada de Infantería Naval Independiente. En 1999, la Brigada constaba de dos batallones que sumaban 1.500 infantes de marina. [11] Durante 2003–04, las fuerzas armadas ucranianas se sometieron a un programa para reducir el número de brigadas, y la Brigada de Infantería Naval se redujo a un Batallón.
Un BTR-80 de infantería naval ucraniana participa en el ejercicio Sea Breeze 2010.
Marines estadounidenses y ucranianos simulando la extracción de bajas utilizando un Mi-8 durante el ejercicio multinacional Sea Breeze en 2011.
El comando de las Fuerzas Navales de las Fuerzas Armadas de Ucrania tomó la decisión de formar un nuevo batallón de Infantería Naval por la fuerza de un batallón mecanizado ubicado en Kerch. En diciembre de 2013, los militares del nuevo 501.º Batallón de Infantería Naval Independiente prestaron el Juramento de Infantería Naval.
El 1.er Batallón de Infantería Naval Independiente estaba bajo la jurisdicción de la 36ª Brigada de Defensa Costera Independiente [ ru ; uk ] , y estaba estacionado en Feodosia y también había otro batallón (501.º Bn.) que estaba estacionado en Kerch ; ambos estuvieron en Crimea hasta finales de marzo de 2014. Después de la anexión rusa de Crimea, los batallones se desplegaron en otro lugar fuera de la península. Después de la anexión de Crimea, las fuerzas marinas de Ucrania estaban compuestas por solo unos 200 efectivos en servicio activo.
Se desplegaron unidades especiales de reconocimiento de la Infantería de Marina contra los insurgentes durante la Guerra de 2014 en Donbass. Oleksandr Zinchenko del 73.er Destacamento Spetsnaz fue el primer infante de marina ucraniano asesinado durante la guerra en Donbas. El Cuerpo de Infantería de Marina ucraniana se vio particularmente afectado por la crisis de Crimea, ya que todas sus fuerzas, excepto el 73.er Destacamento Spetsnaz, estaban estacionadas en la península, debido a esto, la unidad tuvo que someterse a una reorganización exhaustiva antes de poder desplegarse en la península. Guerra en el Donbás .
En septiembre de 2014, el Ministerio de Defensa anunció que el Cuerpo de Marines se estaba reformando de la Crisis de Crimea y que los miembros restantes del 1.er Batallón de Marines que estaba estacionado en Feodosya participarían activamente en la Guerra en Donbas . El 29 de octubre de 2014, las fuerzas convencionales del Cuerpo de Marines de Ucrania, recientemente recuperadas de la Crisis de Crimea, sufrieron su primera baja cerca de Mariupol, el Marine era Mayor y murió cuando la posición de su unidad quedó bajo fuego de artillería ruso.
El 8 de noviembre de 2014, los infantes de marina ucranianos regresaron a su lugar de despliegue permanente en Mykolaiv como parte de una rotación regular de las fuerzas ucranianas durante la Guerra en Donbas.
El 23 de mayo de 2018, la Infantería Naval Ucraniana celebró las primeras celebraciones de su aniversario de fundación, y el presidente Petro Poroshenko sancionó oficialmente la fiesta como parte de una nacionalización de las antiguas fiestas soviéticas, reemplazándolas por las que celebran la historia militar de Ucrania. La festividad marcó la formación de las primeras unidades marinas en mayo de 1918, durante la Guerra de Independencia de Ucrania. Se otorgaron nuevos colores incorporando la insignia de especialidad otorgada a la unidad en 2007. La Infantería Naval de Ucrania se transformó en la División de Infantería de Marina con 2 brigadas y una brigada independiente de artillería marina. Las antiguas boinas negras se cambiaron a verde claro siguiendo la práctica de los Royal Marines británicos y el ejército italiano Lagunari

#### Expansión y Cambio
Los nuevos colores incluyen la cruz azul de la insignia naval como reconocimiento de su papel como servicio constituyente de la Armada. Hay planes en marcha para la formación de una 3.ª brigada de Infantería de Marina, elevando el número total de brigadas a cuatro más un regimiento MRL, con la opción de una cuarta brigada.
Si la expansión continúa, es posible que el Cuerpo de Infantería Naval se eleve a una formación completa del tamaño de un Cuerpo dentro de la Armada, convirtiéndose en la unidad marina más grande de Europa del Este fuera de Rusia y con la posible adhesión a la OTAN, el componente marino más grande. dentro de sus fuerzas armadas miembros europeas.
Sin embargo, Ucrania se une a la OTAN es extremadamente improbable. Debido a los comentarios del presidente Volodímir Zelenski.

#### Reforma
El objetivo ideal en la reforma del Cuerpo de Infantería Naval es formar una unidad que sería similar a las unidades enviadas a Irak. Está previsto que no haya más conscriptos en la Infantería de Marina, solo infantes de marina profesionales bajo contrato de servicio.

## Guerra ruso-ucraniana
El 12 de abril de 2022, surgieron videos de combatientes aparentemente de la 36ª Brigada Independiente de Infantería de Marina prometiendo no entregar sus posiciones, diciendo "Nos aferramos a cada parte de la ciudad siempre que sea posible" y "Pero la realidad es la ciudad está rodeada y bloqueada y no hubo reabastecimiento de municiones ni alimentos". Al día siguiente, el Ministerio de Defensa de Rusia así como el Jefe de la República de Chechenia Ramzan Kadyrov anunció que 1.026 infantes de marina ucranianos, incluidos 162 oficiales, de la 36.ª Brigada Independiente de Infantería de Marina depusieron las armas y se rindieron en Mariupol. El portavoz del Ministerio de Defensa de Ucrania, Oleksandr Motuzyanyk, dijo que no tenía información sobre el reclamo, y no hubo comentarios inmediatos de la oficina del presidente de Ucrania ni del personal general de Ucrania. Un alto asesor del presidente de Ucrania, Volodymyr Zelenski, ha dicho que otra unidad de la Marina que estaba rodeada en medio de Mariupol se había abierto paso para conectarse con el Regimiento Azov y que Mariupol sigue en pie . Para el 16 de abril, los marines y Azov se habían atrincherado en el Combinado Metalúrgico  Azovstal, el último bastión ucraniano en Mariupol. Para el 17 de mayo, la mayoría de los defensores de Azovstal se rindieron.
El 23 de mayo de 2023, Zelenski anunció oficialmente la creación de un Cuerpo de Infantería de Marina en las fuerzas armadas ucranianas. En ese momento, las brigadas 37ª y 38.ª de dicho cuerpo, unos 900 hombres en total, estaban siendo entrenadas por militares británicos y holandeses en el Reino Unido. El entrenamiento terminó en agosto del mismo año. Entre tanto, otros marines fueron incorporados a la ofensiva ucraniana terrestre en el sector de Velika Novosilka.En septiembre de 2023, todo el Cuerpo de Infantería de Marina fue trasladado al curso bajo del Dniéper, en los óblasts  de Jersón y Nikolaiv. El 10 de octubre, tres brigadas del Cuerpo cruzaron el río y desembarcaron en la orilla izquierda: la 35ª en la pequeña población de Krinki, la 36ª en el puente de Antonivski y la 38.ª cerca de allí, en Soniachni. Las fuerzas armadas rusas contraatacaron primero a la 36ª con misiles Iskander y blindados, causándole unas 90 bajas. A principios de noviembre, el mando ucraniano decidió centrarse exclusivamente en la cabeza de puente de Krinki y abandonar las otras dos. No obstante, su situación se fue haciendo insostenible debido a la progresiva destrucción de las embarcaciones necesarias para transportar hombres, material y municiones. En el invierno de 2024 los marines comenzaron a retirarse en la cabeza de playa y para mayo la situación se volvió "catastrófica". Para julio ya no quedaba ningún marine ucraniano en la orilla izquierda. Se desconoce el número total de bajas en ambos bandos pero 788 marines ucranianos fueron dados por desaparecidos y una sola de sus brigadas sufrió 700 bajas entre muertos y heridos. El comandante del Cuerpo de Infantería de Marina, teniente general Yuri Sodol, dimitió el 1 de noviembre de 2024.

## Enlace
- Esta obra contiene una traducción  derivada de «Ukrainian Naval Infantry» de Wikipedia en inglés, concretamente de esta versión, publicada por sus editores bajo la Licencia de documentación libre de GNU y la Licencia Creative Commons Atribución-CompartirIgual 4.0 Internacional.
- Esta obra contiene una traducción  derivada de «Морська піхота України» de Wikipedia en ucraniano, concretamente de esta versión, publicada por sus editores bajo la Licencia de documentación libre de GNU y la Licencia Creative Commons Atribución-CompartirIgual 4.0 Internacional.